# سد بومبونا
سد بومبونا (به لاتین: Bumbuna Dam) یک سد خاکی و نیروگاه برقابی در سیرالئون است که در Bumbuna واقع شده‌است.